# الكلب الأحمر

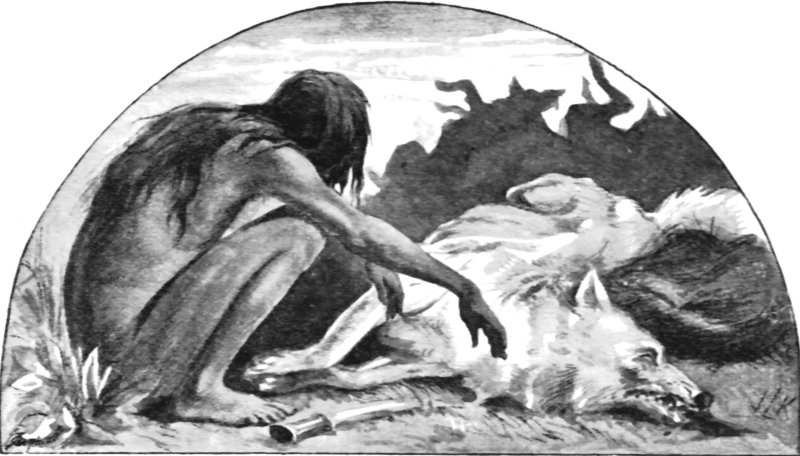
ماوكلي ينعى أكيلة: رسم توضيحي من "الكلب الأحمر" بريشة جون لوكوود كيبلينج، والد المؤلف.

الكلب الأحمر (Red Dog) هي قصة بطلها شخصية ماوكلي من تأليف الكاتب الإنجليزي روديارد كيبلينج.
ألفها كيبلينج في منزله الواقع في براتلبورو في فيرمونت بين شهري فبراير ومارس 1895، ونشرت لأول مرة تحت عنوان "الصيد الجيد: قصة الغابة" وذلك في جريدة بول مال غازيت في عدد يومي 29 و30 يوليو 1895، وكذلك نشرت في مجلة ماكلور في أغسطس 1895 قبل أن تظهر تحت عنوانها النهائي لتكون القصة السابعة وما قبل الأخيرة في كتاب الأدغال الثاني في وقت لاحق من نفس العام. وكانت أيضًا قصة ماوكلي ما قبل الأخيرة التي ألفها.